# フェルディナント・ヒラー
フェルディナント・ヒラー（Ferdinand Hiller, 1811年10月24日 - 1885年5月12日）は、ドイツのロマン派音楽の作曲家。

## 経歴
フランクフルト・アム・マイン出身。ユダヤ系の裕福な家庭に生まれる。アロイス・シュミットに師事し、10歳で最初の作曲を手懸ける。その後ヴァイマルに行ってヨハン・ネポムク・フンメルに師事し、ゲーテの知遇を得る。フンメルのもとでヒラーはピアニストとして大成長を遂げ、1827年にはウィーンでベートーヴェンに面会し、最初の弦楽四重奏曲を作曲。1829年にパリを訪れ、1836年まで滞在する。父親の訃報によってフランクフルトに引き返す。1839年1月8日にミラノで歌劇《 La Roinilda》が初演される。この頃オラトリオ《エルサレムの崩壊 Die Zerstörung Jerusalems》にも着手する。
その後ライプツィヒを訪れ、かねてからの親友フェリックス・メンデルスゾーンと旧交を温め、1843年から1844年までゲヴァントハウス管弦楽団を指揮、自作のオラトリオも初演した。宗教音楽の研究のためにイタリアを隈なく訪ねた後、1845年に歌劇《夢 Ein Traum》を、1847年には歌劇《コンラーディン Conradin》をそれぞれドレスデンで初演した。指揮者として1847年にデュッセルドルフを、1850年にケルンを訪れ、1851年と1852年にはパリのイタリア劇場でも指揮を執った。ケルンでは指揮者として采配を振り、ケルン音楽院の院長に就任。カール・ライネッケなどすぐれた音楽家を教授に招いた。1884年に勇退し、翌年の暮れに他界した。
ヒラーは頻繁にイングランドを訪れている。ロイヤル・アルバート・ホール落成式のための作品を作曲したほか、《 Nala》と《 Damayanti》はバーミンガムで演奏された。1871年には、自作による一連のピアノ・リサイタルがハノーヴァー・スクエアルームで催された。

## 音楽について
ヒラーは完成された演奏技巧を身につけたピアニストであり、作曲家としてはあらゆる楽種を手掛けた。創作の大部分を占めるピアノ作品は、彼が当時もっとも高度な演奏技術を有する演奏家であると同時に、きわめて多様な着想とそれをまとめあげる構築力を備えた第一流の音楽家であったことを示している。優秀なピアニストにして音楽教師であり、時には音楽を主題として健筆をふるった。生涯に手がけた作品は200曲を超え、そのなかには6つのオペラと2つのオラトリオ、いくつかのカンタータや数多くの室内楽、ピアノ協奏曲3作がある。パリ時代はショパンと親交があり、このポーランドの巨匠は《ノクターン》作品15、《練習曲集》作品10のイギリス初版をヒラーに献呈している。また、ショパンをメンデルスゾーンとともにライン音楽祭に招待したことでも有名。ショパン以外にも、アルカンとはとりわけ強いきずなで結ばれ、両者は数10年にわたり手紙をかわし、互いに作品も献呈し合っている。豊かな創造力、指揮者、演奏家、作曲家、音楽院教授としての広範な活動力領域、ヨーロッパ中の主要な音楽シーンに足跡を残した点で、彼は19世紀音楽の重鎮というべき存在であり、音源からも再評価が進んでいる。